# Vườn quốc gia Sông Gambia
Vườn quốc gia Sông Gambia là một vườn quốc gia nằm tại huyện Niamina Đông, thuộc khu vực hành chính Central River, Gambia. Được thành lập vào năm 1978, vườn quốc gia có diện tích 585 hecta bao gồm quần đảo Baboon nằm bên tả ngạn sông Gambia. Nó tiếp giáp với công viên rừng Nyassang.

## Động thực vật
Vườn quốc gia bao gồm những cánh rừng mưa nhiệt đới và rừng ngập nước ven sông.
Về động vật, đây là nơi nổi tiếng về bảo tồn loài tinh tinh theo một dự án của Stella Marsden, con gái của nhà bảo tồn tinh tinh Eddie Brewer. hững con tinh tinh tịch thu từ hoạt động buôn bán động vật bất hợp pháp sẽ được đưa trở lại môi trường hoang dã trong vườn quốc gia. Chính nhờ những đóng góp to lớn mà Marsden được huân chương Sĩ quan Đế chế Anh.
Trước năm 1979, các loài linh trưởng được nuôi dưỡng trong khu bảo tồn thiên nhiên Abuko. Ngày nay, một số nhóm tinh tinh sinh sống mà không bị con người can thiệp trên ba hòn đảo sông lớn nhất thuộc vườn quốc gia. Tính đến tháng 7 năm 2006, đây là nơi bảo vệ 77 cá thể tinh tinh. Trong tự nhiên, loài này đã tuyệt chủng vào đầu thế kỷ 20. Và để bảo vệ các loài động vật hoang dã, vườn quốc gia không mở cửa cho công chúng tham quan. Thậm chí, việc đi lại bằng thuyền quanh các hòn đảo rất hạn chế.
Ngoài tinh tinh, vườn quốc gia còn là nơi trú ẩn của nhiều loài linh trưởng như khỉ đầu chó Guinea, khỉ colobus đỏ phương Tây, khỉ đuôi sóc. Một số loài khác đáng chú ý bao gồm lợn bướu, hà mã, lợn đất, linh miêu đồng cỏ, linh dương bụi rậm, linh dương hoẵng thông thường, lửng mật, cầy genet Hausa, rái cá không vuốt châu Phi, lợn biển Tây Phi, cá sấu sông Nin, cùng nhiều loài rắn và thằn lằn.